# Brandenburg an der Havel
Brandenburg an der Havel (förkortas ibland Brandenburg a.d.H.) är en kretsfri stad i förbundslandet Brandenburg i Tyskland. Staden har 73921 invånare  vilket gör den till förbundslandets tredje största stad, och ligger vid floden Havel ungefär 70 km väster om Berlin. Staden kom att som första residensstad för markgrevarna att ge namn åt markgrevskapet Brandenburg och det nuvarande förbundslandet Brandenburg.

## Geografi
Floden Havel bildar här några förgreningar och skapade öar där staden anlades under tidig medeltid. Regionen omkring staden kännetecknas av jordbruksmark med enstaka skogar.
Sedan medeltiden indelas den historiska innerstaden i stadsdelarna:
- Altstadt
- Neustadt
- Dom

Altstadt och Neustadt var länge självständiga städer med separata stadsrättigheter och egna stadsmurar. Domkyrkan och den omkringliggande ön var platsen för stadens ursprungliga borganläggning.
I den historiska stadskärnan finns även stadsdelarna
- Görden
- Nord
- Hohenstücken

I stadskommunen har under 1900-talet och 2000-talet flera omkringliggande orter införlivats, bland annat den tidigare byn Kirchmöser och den tidigare självständiga staden Plaue.

Kirchmöser
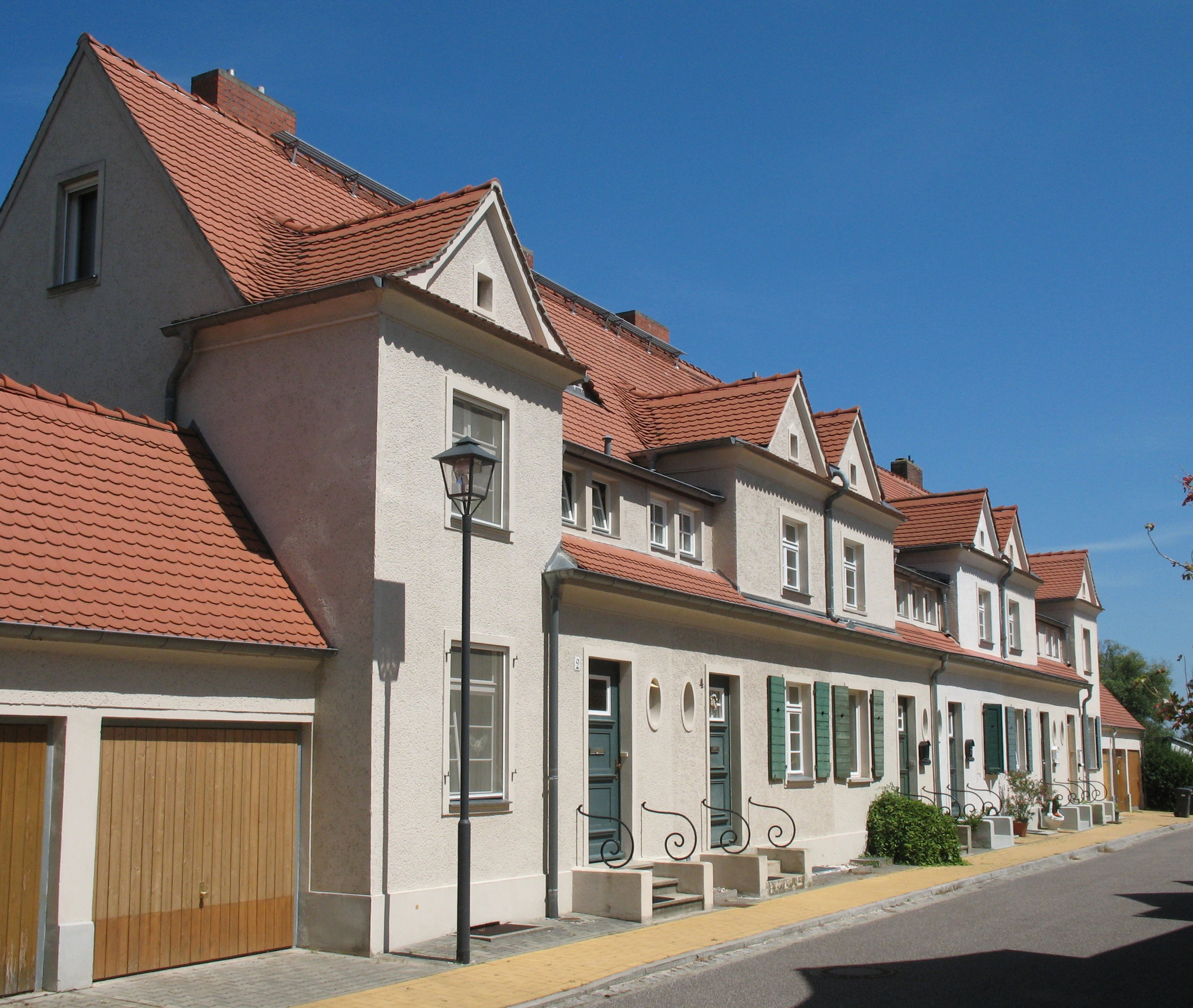
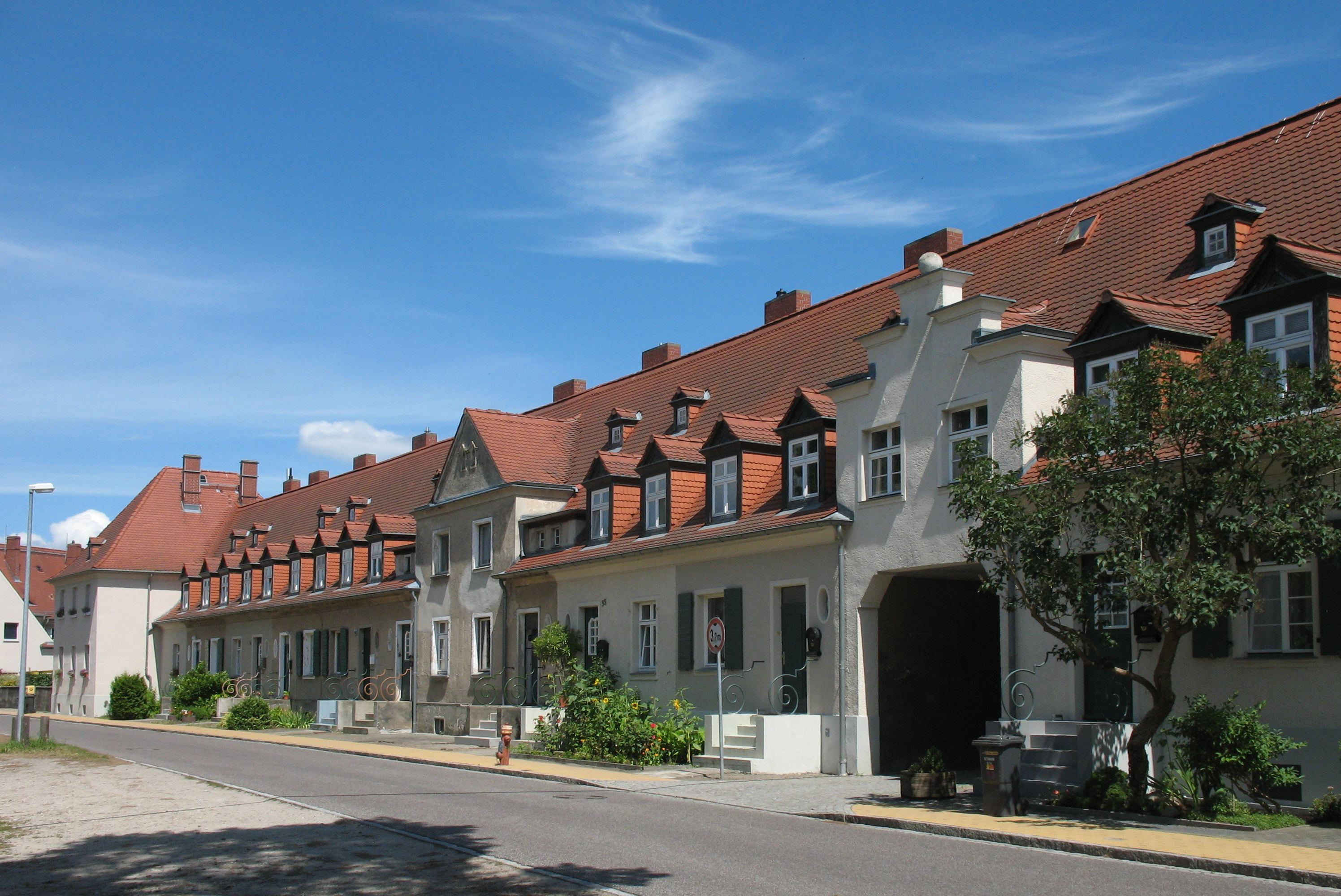
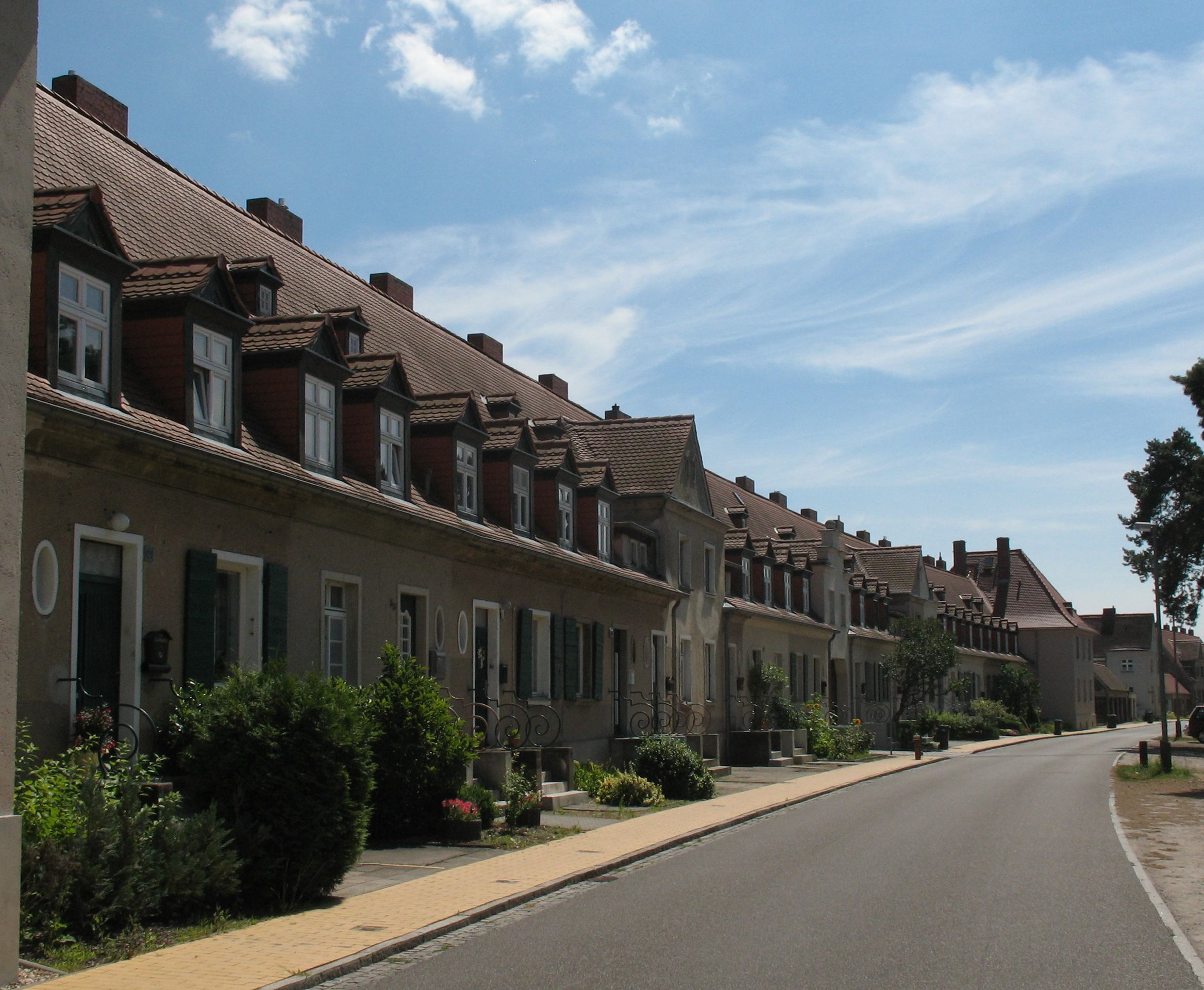
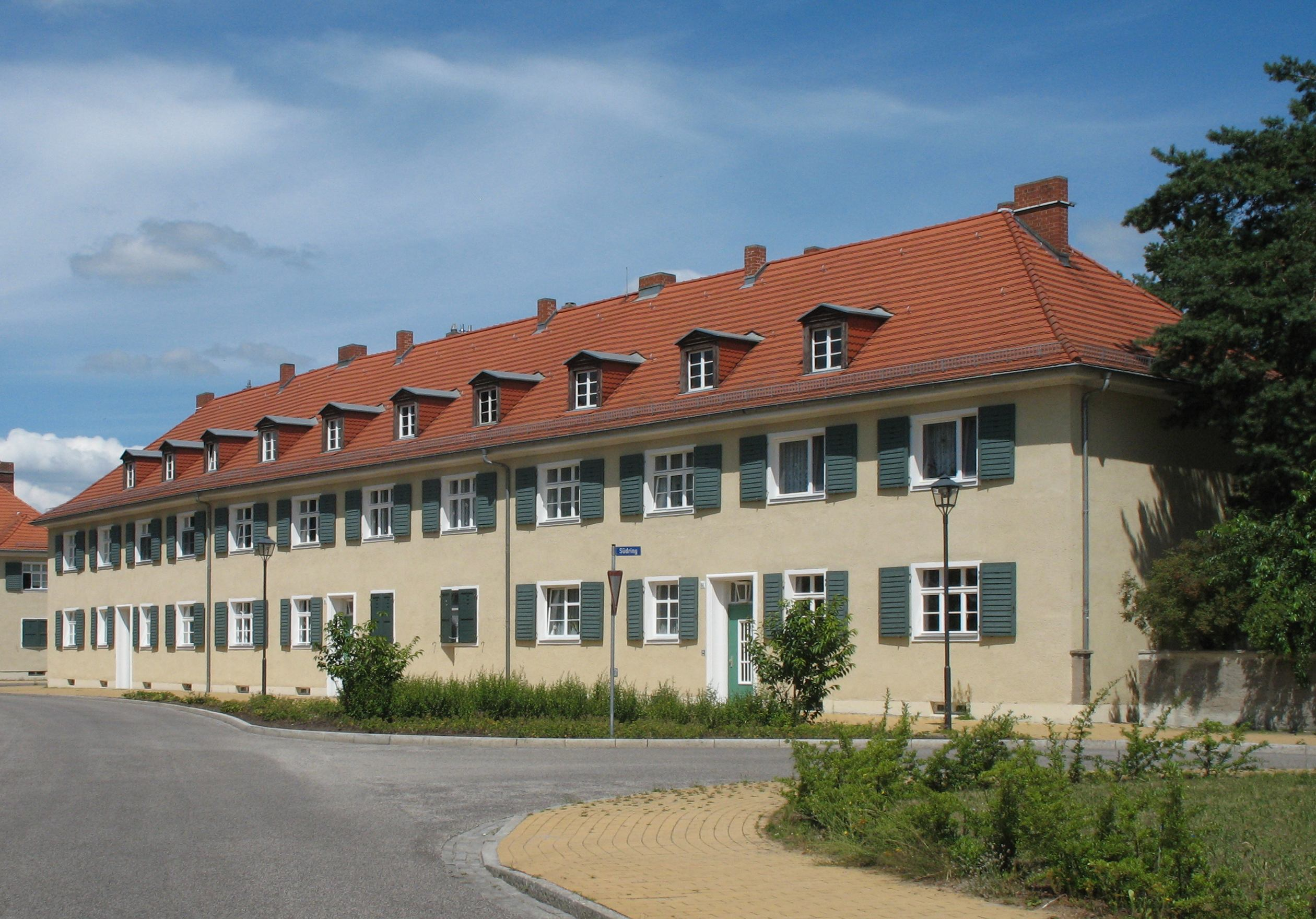
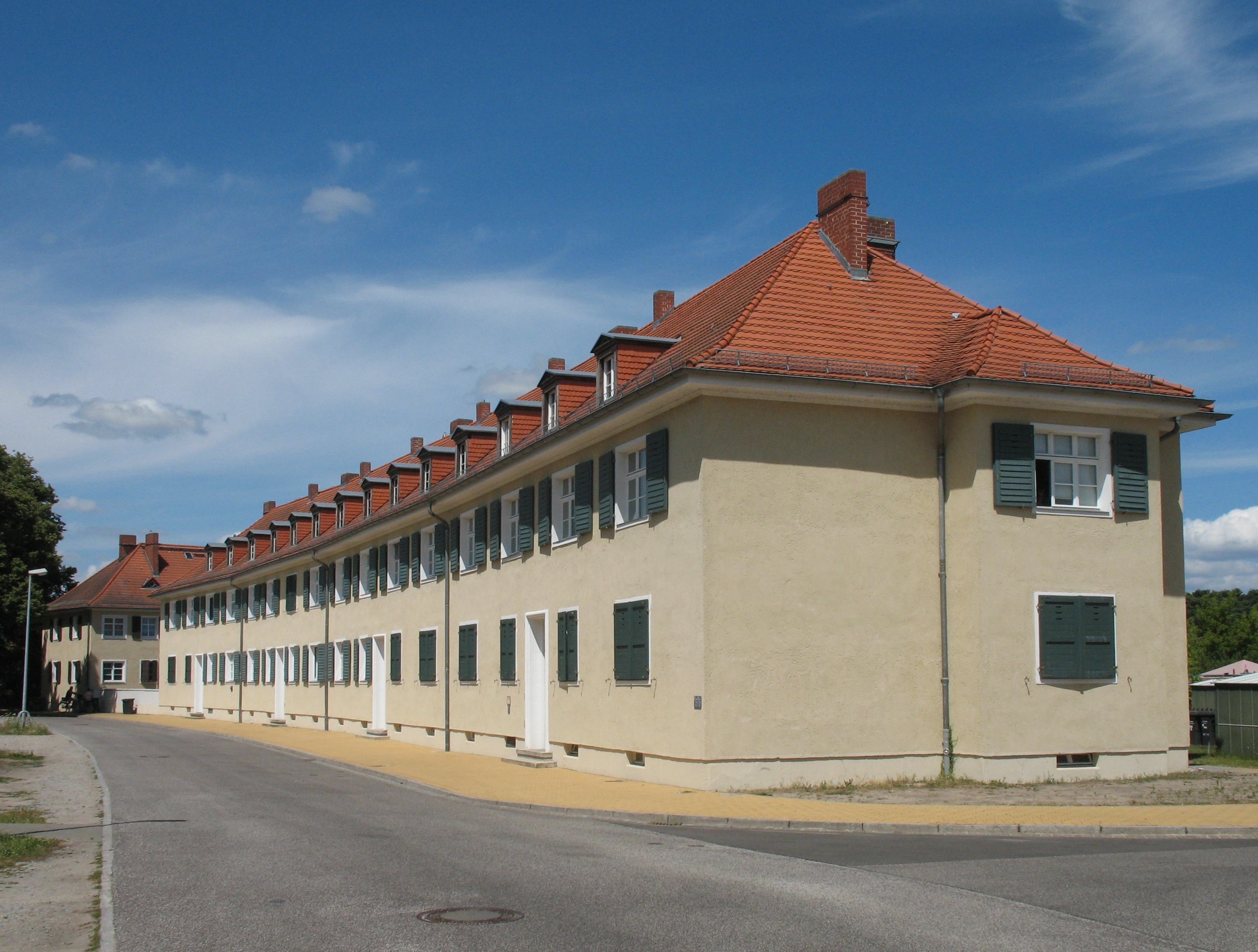
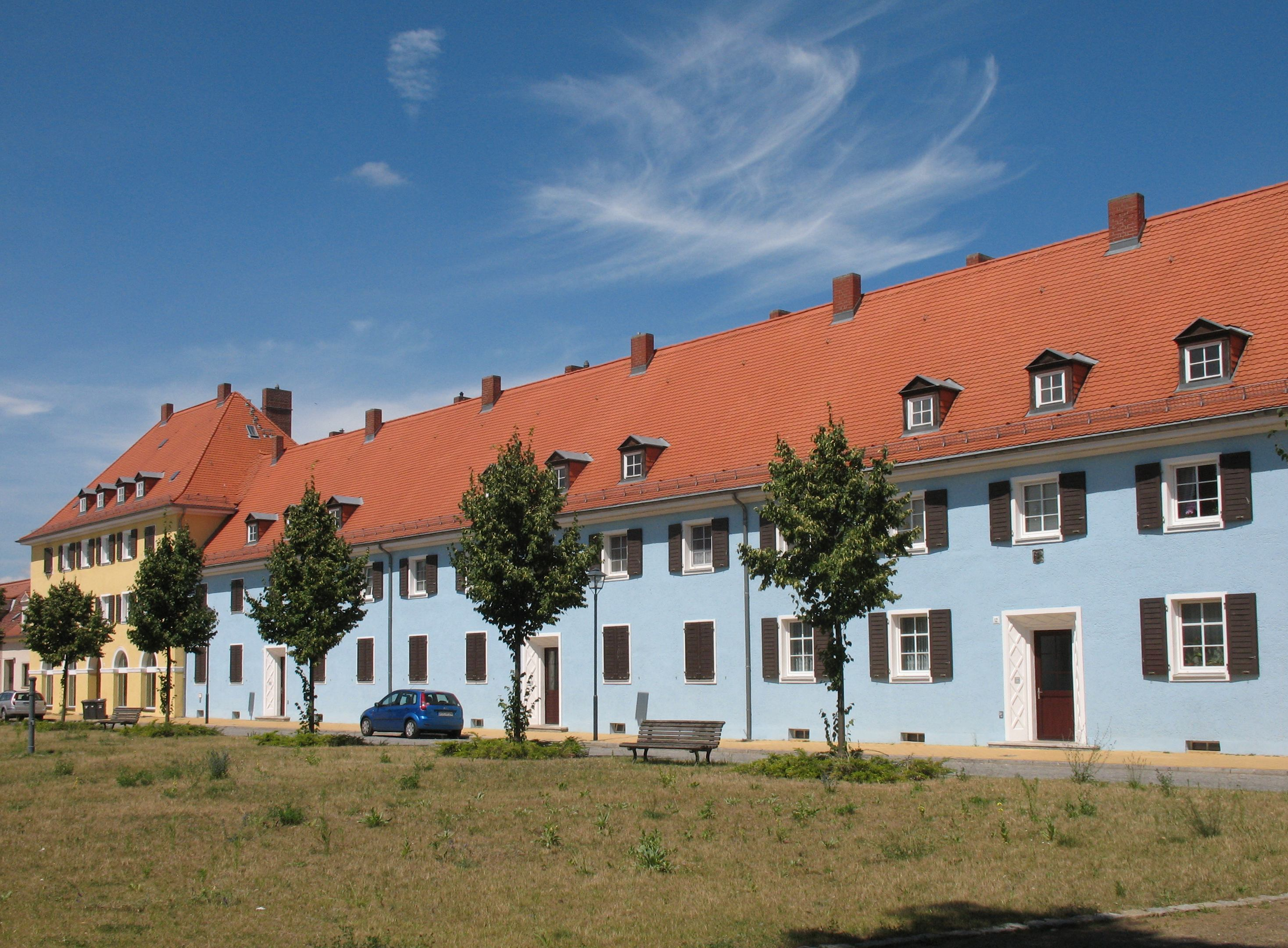

## Historia
Stadens historia före 900-talet är inte helt utredd. Under tidig medeltid fanns här en slavisk borg tillhörande hevellerna som 928/929 erövrades av kung Henrik I av Sachsen. Kejsar Otto I etablerade här år 948 Brandenburgs stift (året har dock ifrågasatts). Flera strider utkämpades under denna period om makten i regionen mellan tyska och slaviska härskare. Den sista slaviska regenten var den kristne fursten Pribislav-Henrik och efter hans död gick landet 1150 till markgreve Albrekt Björnen av Brandenburg. De första stadsdelarna utanför borgen uppstod snart efteråt och 1165 påbörjades Brandenburgs domkyrka. Vid slutet av 1100-talet anlades en ny, självständig stad söder om den gamla staden. Bägge städerna utvecklade sig skilda från varandra och hade var sin ringmur. I den gamla staden etablerades 1234 ett Franciskanerkloster och i den nya staden 1286 ett Dominikanerkloster, det nuvarande arkeologiska museet. För att stärka sin position mot släktet Hohenzollern ingick bägge städerna 1431 i ett förbund med Berlin-Cölln och Frankfurt (Oder) och 1518 blev de medlemmar av Hansan. Staden var fram till 1451 residensstad och säte för markgrevarna av Brandenburg.
I början av 1500-talet kom reformationen till Brandenburg och städerna minskade i betydelse på grund av Berlins utveckling. Trettioåriga kriget slog hårt mot städerna och av 10 000 invånare före kriget fanns efteråt bara 3 000 kvar. I och med upprustningen av den brandenburgska armén under 1600-talet blev bägge städerna garnisonsorter. Enligt order av Fredrik Vilhelm I av Preussen blev stadsplanerna förenade, men stadens egentliga förening var en långvarig process.Under mitten av 1800-talet anslöts Brandenburg till järnvägsnätet och flera industriföretag grundades. 

### Tredje riket
Efter nazisternas maktövertagande 1933 byggdes ett av de första koncentrationslägren i Brandenburg. Lägret hyste som mest omkring 1 200 interner och togs ur bruk i januari 1934. År 1939 inleddes Aktion T4, nazisternas massmord på psykiskt och fysiskt funktionshindrade, och i Brandenburg inrättades en eutanasianstalt (Tötungsanstalt Brandenburg). I januari 1940 företogs de första experimenten med att i stationära gaskammare mörda patienter med kolmonoxid.
Under slutet av andra världskriget blev Brandenburg mål för allierade bombplan, men av bostäderna förstördes bara 15 % och stora delar av den historiska innerstaden klarade sig undan krigsskador. Efter kriget återuppbyggdes huvudsakligen fabriker för stål- och maskinframställning och Deutsche Reichsbahn hade en större anläggning på orten. I nyare tid efter Tysklands återförening genomförde många företag på orten kraftiga nedskärningar eller lades ner helt.

## Näringsliv
Brandenburg var under DDR-tiden fram till 1990 ett viktigt centrum för tung industri.  Efter Tysklands återförening har många av dessa industrier lagts ner, men fortfarande finns ett stålverk tillhörande den italienska Riva-koncernen och en växellådsfabrik tillhörande ZF AG kvar.  Till nyare företag i staden räknas bland annat solcellstillverkaren Aleo Solar.

## Kommunikationer
Den stora öst-västliga motorvägen A2 passerar 10 km söder om stadens centrum och sammanbinder orten österut med Berlin och västerut med Ruhrområdet via Magdeburg och Hannover. I stadens centrum korsas förbundsvägarna Bundesstrasse 1 (Aachen - Berlin - Küstriner Vorland) och Bundesstrasse 102 (Wusterhausen/Dosse - Luckau).
Brandenburg an der Havel har ett spårvägsnät med tre linjer, som utgår från centralstationen och står för stomlinjerna i lokaltrafiken och två tredjedelar av passagerarna. Övriga linjer bedrivs med buss.

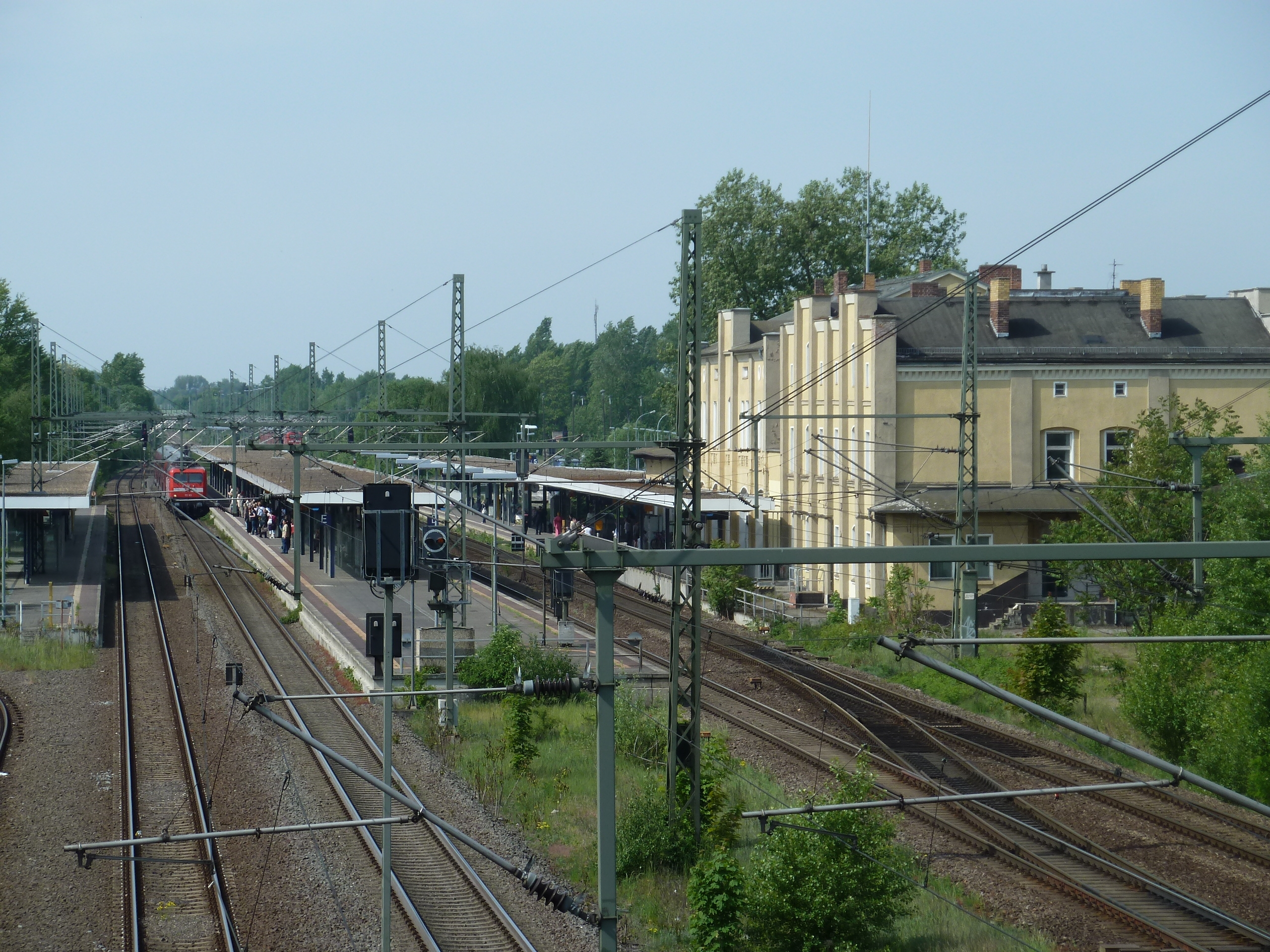
Brandenburg Hauptbahnhof

Järnvägsstationen Brandenburg Hauptbahnhof, ursprungligen uppförd 1846, är belägen söder om den gamla stadskärnan. Stationen ligger på den gamla huvudlinjen mellan Berlin och Magdeburg, och trafikeras även av regionaltåg mot Rathenow. Staden är sammanbunden med Berlin och Frankfurt (Oder) genom regionalexpresståg på linjen RE 1 som avgår i entimmestakt, och i tvåtimmarstakt fortsätter linjen även västerut mot Magdeburg. Varje dag passerar även ett Intercity-tåg i vardera riktningen mot Berlin - Cottbus respektive Hannover - Emden.
Förutom Hauptbahnhof trafikeras även de mindre stationerna Altstadt, Görden och Kirchmöser av regionaltåg.

## Utbildning
Sedan 1992 finns en högskola med yrkesutbildningsprofil i Brandenburg an der Havel, Fachhochschule Brandenburg, med omkring 3000 studenter.

## Kultur och sevärdheter

### Musik
Staden har en symfoniorkester, Brandenburger Symfoniker, som gör många framträdanden i olika konsertlokaler i staden och på turnéer. Orkestern medverkar även vid operauppsättningar i regionen.

### Museer
- Förbundslandet Brandenburgs arkeologiska museum, öppnat 2008, inrymt i det historiska Sankt Pauliklostret från 1200-talet, som var markgrevarna av Brandenburgs ursprungliga residenspalats.
- Stadsmuseet i Frey-Haus.
- Industrimuseet i det tidigare stålverket.
- Domkyrkomuseet vid domkyrkan, inrymmer kyrkohistoriska samlingar och det äldsta kända dokumentet som omnämner dubbelstäderna Berlin och Cölln.
- Flyghistorisk utställning på Bauhofstrasse 2-4 över ortens luftfartshistoria.
- Museum im Steintorturm, museum med sjöfartshistorisk utställning om flodtrafiken på Havel inrymt i ett torn i ringmuren.
- Paul Kaiser-Reka Museum på Kurstrasse, med utställning till artistens minne.
- Spårvägsmuseum om ortens 100-åriga spårvägshistoria.

### Byggnadsminnen

Panoramabild över Brandenburgs innerstad

- De delvis bevarade ringmurarna med flera stadsportar och torn, bland andra Steintorturm, Mühlentorturm, Rathenower Torturm och Plauer Torturm.

#### Kyrkor
- S:t Peter och Paulus-domen, påbörjad 1165 och flera gånger ombyggd, bland annat av Karl Friedrich Schinkel. Intill kyrkan ligger domkyrkoklostrets klausur, domkyrkomuseet, Sankt Petri-kapellet och resterna av den slaviska borganläggningen från 900-talet.
- Katarinakyrkan i tegelgotik. I kyrkan låg Gustav II Adolfs lik till beskådan i december 1632 i väntan på änkedrottningen Maria Eleonora och transporten tillbaka till Sverige.
- Sankt Gotthardt-kyrkan i gotik.
- Nikolaikyrkan var troligtvis kyrka för en by i gamla stadens närhet men tillhör numera staden.

### Monument
- Brandenburgs Roland, färdigställd 1474 som symbol för stadsrättigheterna och placerad på torget i Neustadt. Flyttad 1946 till sin nuvarande plats framför rådhuset i Altstadt.
- Flera minnesmärken för Nationalsocialismens offer.

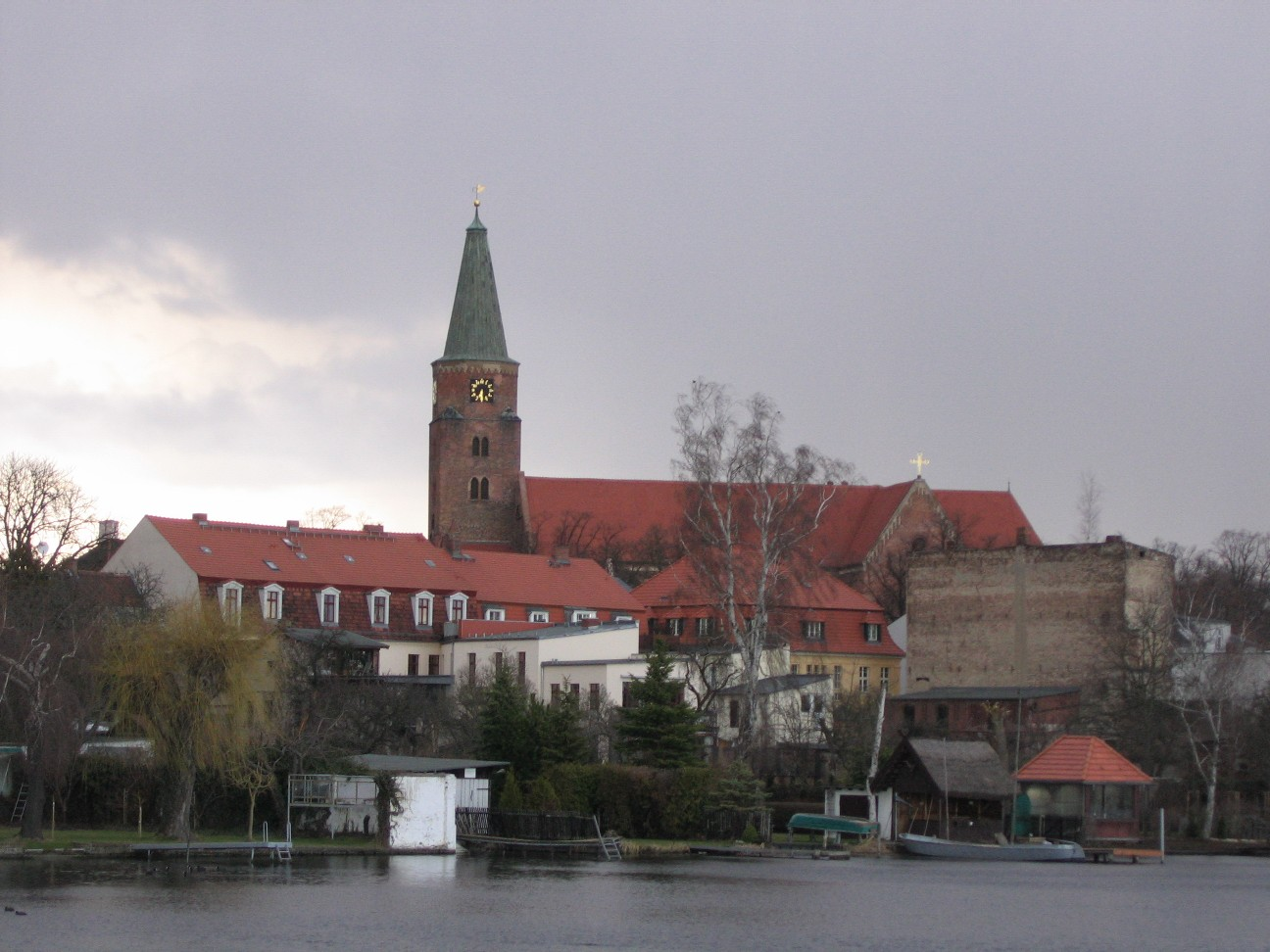
Domkyrkan
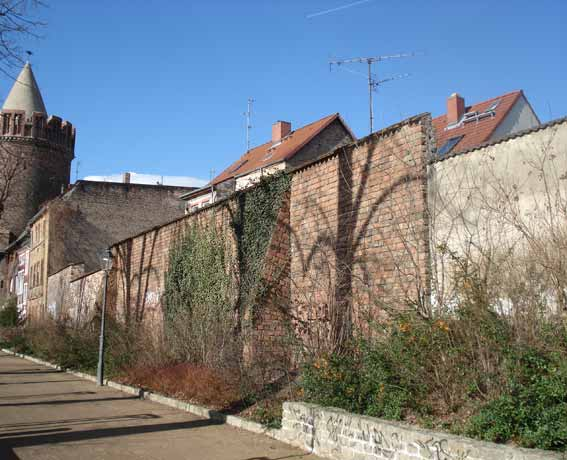
Delar av ringmuren
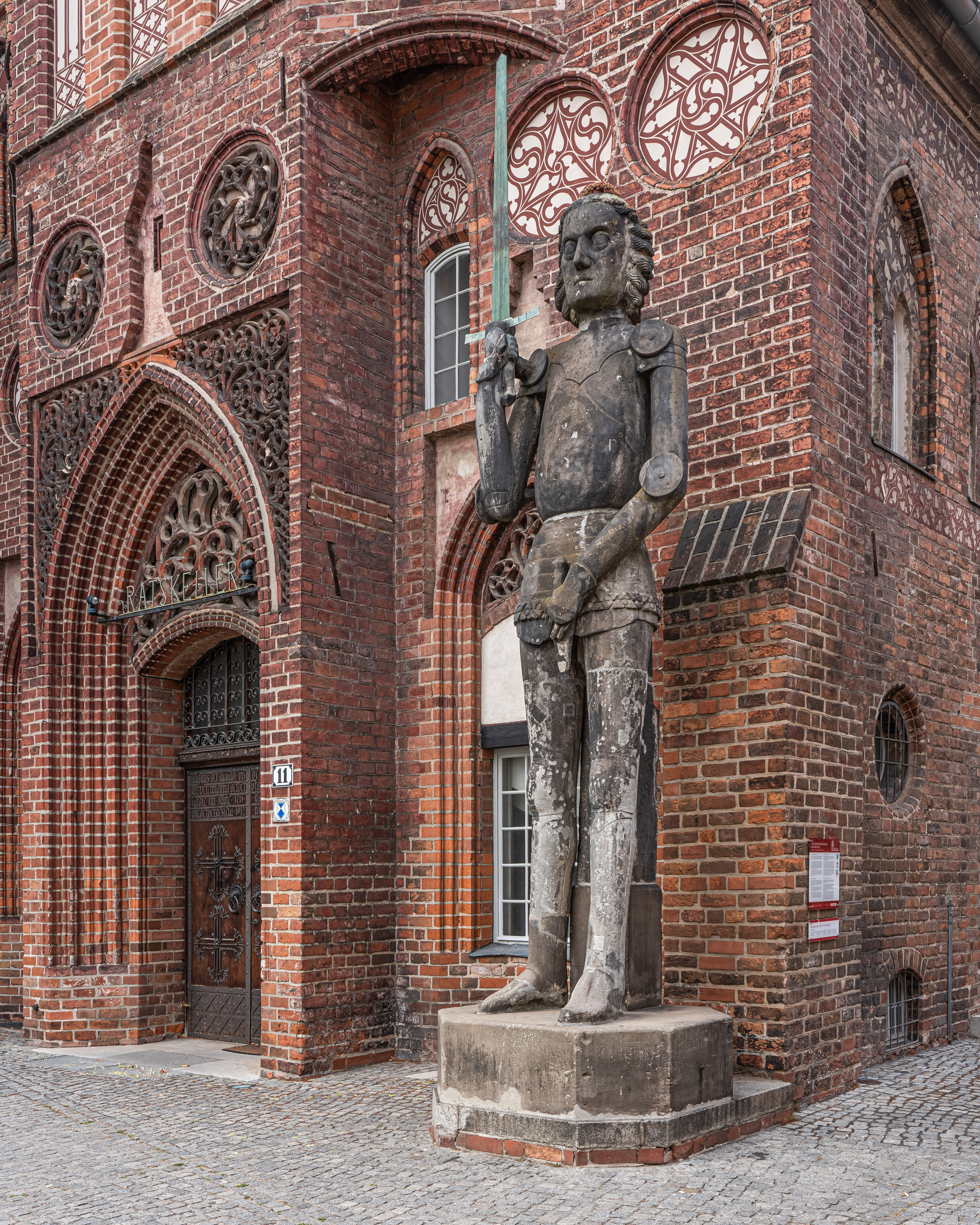
Brandenburgs Roland
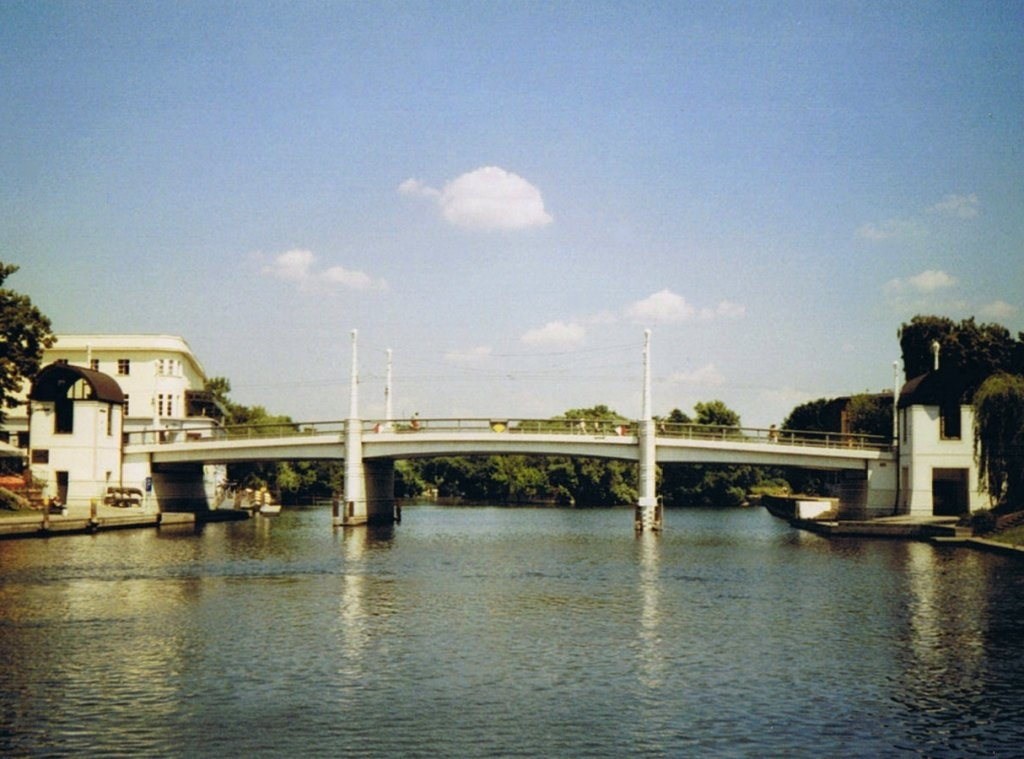
En bro över floden Havel i Brandenburg

## Kända personer
- Kay Bluhm (född 1968), kanotist.
- Ludwig Chronegk (1837–1891), skådespelare och regissör.
- Birgit Fischer (född 1962), kanotist och flerfaldig OS-guldmedaljör.
- Frank Fischer (född 1960), kanotist.
- Steffen Freund (född 1970), fotbollsspelare och tränare.
- Carl Paul Goertz (1854–1923), optikentreprenör.
- Petra Grabowsky (född 1952), kanotist.
- Paul Hausser (1880–1972), SS-officer.
- Loriot, pseudonym för Vicco von Bülow (1923–2011), humorist, författare och skådespelare. I Brandenburg an der Havel finns en Loriotstig där man kan besöka olika platser med koppling till författarens uppväxt.Loriot (1971)

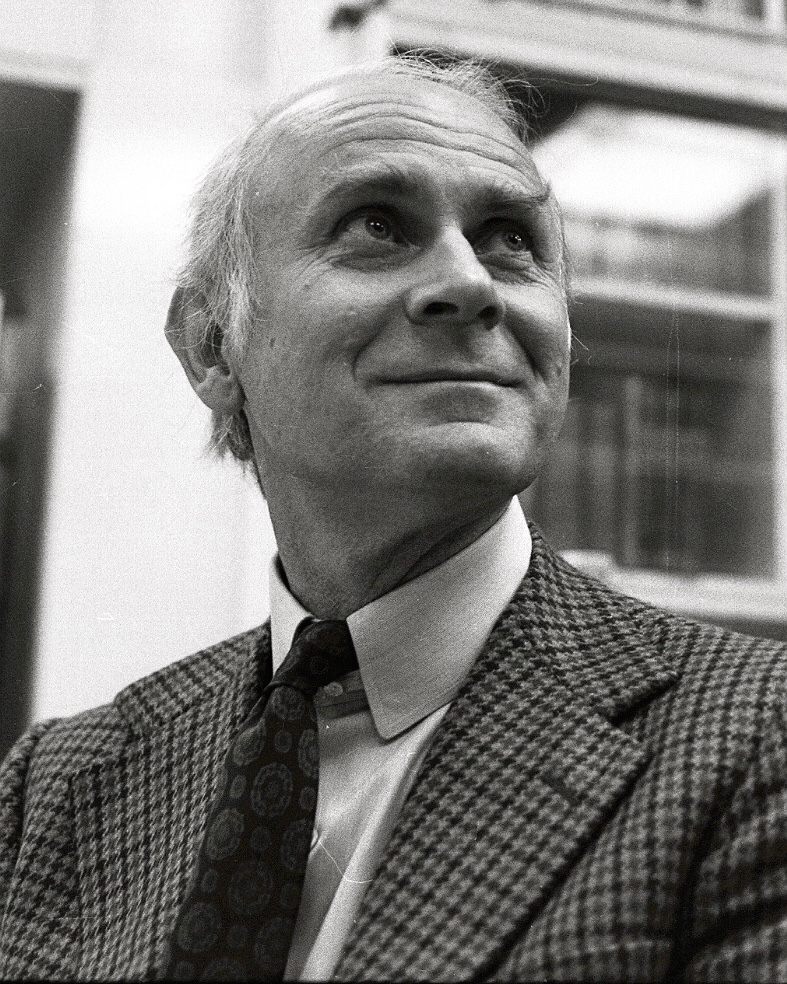
Loriot (1971)

- Friedrich de la Motte-Fouqué (1777–1843), författare.
- Gustav Noske (1868–1946), socialdemokratisk politiker, försvarsminister under Weimarrepubliken.
- Fritz Raschig (1863–1928), kemist, industrialist och politiker.
- Wilhelm Rüstow (1821–1878), radikal demokratiaktivist och militärhistoriker.
- Georg Sabinus (1508–1560), poet, diplomat, professor och förste rektor för universitetet Viadrina i Frankfurt an der Oder.
- Kurt von Schleicher, tysk rikskansler 1932–1933.
- Anke von Seck (född 1968), kanotist.
- Christian Konrad Sprengel (1750–1816), teolog och botaniker.
- Józef Unrug (1884-1973), polsk amiral och befälhavare för flottan.
- Katrin Wagner-Augustin (född 1977), kanotist, flerfaldig OS-segrare.